# Calais
Calais er en havneby i Frankrig. Den ligger ved Doverstrædet, hvor Den engelske kanal er smallest.
Calais blev erobret af den engelske kong Edward 3. i 1347 efter en lang belejring. Området var også den sidste rest af det gamle anglo-franske rige, der i en eller anden form bestod fra normannerne til rosekrigene. Henrik 8. af England forstærkede Calais og udvidede Englands territorier i Frankrig gennem erobringen af Boulogne i 1544. Under hans datter dronning Maria Tudor gik Calais imidlertid tabt for England efter en belejring i 1558  Ifølge legenden udtalte Maria på sit dødsleje, at ordet "Calais" var indgraveret i hendes hjerte. Udsagnet er imidlertid ikke kendt i nogen samtidig kilde.

## Eurotunnelen
Lidt vest for Calais, ved Coquelles, har den 50,3 km lange jernbanetunnel til England, Eurotunnelen (indviet 1994), sit udgangspunkt.